# Dăneasa
Dăneasa est une commune roumaine située dans le județ d'Olt.